# Mario De Clercq
Mario De Clercq (Oudenaarde, 5 maart 1966) is een Belgisch voormalig veldrijder. Hij was prof van 1991 tot 2004, werd tweemaal Belgisch kampioen en driemaal wereldkampioen. 

## Carrière
De Clercq is drievoudig wereldkampioen veldrijden (1998, 1999 en 2002) en won verder ook nog drie zilveren medailles en een bronzen medaille. Hij werd tweemaal Belgisch kampioen veldrijden (2001 en 2002). Daarnaast won hij tal van belangrijke veldritten. 
In 2004 stopte De Clercq vervroegd met veldrijden na vermoedens van dopinggebruik. Zo bleek het groeihormoon Somatropine te zijn gevonden door middel van analyse van enkele flacons die in zijn woning waren gevonden, alsook een bijsluiter van Aranesp. Kritische vragen van journalisten over een boekje met aantekeningen over dopinggebruik werden door De Clercq afgedaan als "notities voor een boek dat ik ga schrijven". Wegens zijn aandeel in de zaak rond de veearts en dopinghandelaar José Landuyt, waarbij ook Johan Museeuw was betrokken, werd hij veroordeeld tot een boete van 10.000 Zwitserse frank en vier jaar schorsing, waarvan twee voorwaardelijk. In januari 2007 werd hij doorverwezen naar de correctionele rechtbank, waar hij zich moest verantwoorden voor het bezit van verboden middelen.
In december 2004 ging hij aan de slag als lesgever in de wielerschool te Ronse. Later ging hij aan de slag als ploegleider bij Sunweb-Revor en Marlux-Napoleon Games. In 2016 stopte hij als ploegleider.

## Privéleven
Hij is de zoon van de veldrijder René De Clercq en de vader van veldrijder Angelo De Clercq. Veldrijder Roger De Clercq was zijn oom. 

## Erelijst

### Veldrijden

#### Overwinningen
| Seizoen   | Wereldbeker             | Superprestige          | GvA Trofee        | WK  | BK     | Overige                                                                  | Totaal aantal zeges |
| --------- | ----------------------- | ---------------------- | ----------------- | --- | ------ | ------------------------------------------------------------------------ | ------------------- |
| 1993-1994 |                         |                        |                   | DNS | 8e     |                                                                          | 0                   |
| 1994-1995 |                         |                        |                   | DNS | 7e     |                                                                          | 0                   |
| 1995-1996 |                         |                        |                   | DNS | Brons  | Londen                                                                   | 1                   |
| 1996-1997 |                         | Pilsen                 |                   | 15e | Zilver | Geraardsbergen                                                           | 2                   |
| 1997-1998 |                         | Milaan                 |                   | ↑   | Brons  | Geraardsbergen, Tábor, Zingem, Veldegem                                  | 6                   |
| 1998-1999 | Koksijde eindklassement | Gavere, Surhuisterveen | Niel, Rijkevorsel | ↑   | Zilver | Berlijn, Pléneuf-Val-André, Vossem I, Steinsel, Vossem II                | 11                  |
| 1999-2000 | Tábor, Zeddam           |                        |                   | ↑   | Brons  | Oudenaarde, Zingem, Magstadt, Eeklo                                      | 6                   |
| 2000-2001 |                         | Hoogstraten            |                   | ↑   | Goud   | Zingem, Berlijn, Steinmaur, Oudenaarde, Wortegem-Petegem                 | 7                   |
| 2001-2002 | Wortegem-Petegem        |                        | Essen, Baal       | ↑   | Goud   | Berlijn, Dottenijs, Zonnebeke, Hofstade, Eeklo                           | 10                  |
| 2002-2003 |                         | Diegem                 |                   | ↑   | 7e     | Berlijn, Harderwijk, Igorre, Wortegem-Petegem, Veldegem, Surhuisterveen  | 7                   |
| 2003-2004 |                         |                        |                   | ↑   | Zilver | Contern, Frankfurt, Hamme-Zogge, Zeddam, Pétange, Hoogerheide, Lanarvily | 7                   |
| 2004-2005 |                         |                        |                   | DNS | DNS    | Frankfurt, Hamburg, Veldegem                                             | 3                   |
|           |                         |                        |                   |     |        |                                                                          |                     |
| Totaal    | 4                       | 6                      | 4                 | 3   | 2      | 42                                                                       | 63                  |

### Wegwielrennen
1988
4e etappe B Circuit Franco-Belge
1990
4e etappe Vredeskoers
1991
1e etappe B Vuelta a los Valles Mineros
1995
Ronde van de Vendée

### Resultaten in voornaamste wegwedstrijden
| Jaar | Ronde van Italië | Ronde van Frankrijk | Ronde van Spanje |
| ---- | ---------------- | ------------------- | ---------------- |
| 1991 |                  |                     | buiten tijd      |
| 1992 |                  | opgave              |                  |
| 1993 |                  |                     |                  |
| 1994 |                  | opgave              |                  |
| 1995 |                  | opgave              |                  |
| 1996 |                  |                     |                  |
| 1997 |                  |                     |                  |

| Jaar | Milaan-San Remo | Gent-Wevelgem | Ronde van Vlaanderen | Parijs-Roubaix | Amstel Gold Race | Parijs-Brussel | E3 Harelbeke | Omloop Het Volk |
| ---- | --------------- | ------------- | -------------------- | -------------- | ---------------- | -------------- | ------------ | --------------- |
| 1991 |                 |               |                      |                |                  |                |              |                 |
| 1992 |                 | 56e           | 81e                  | 22e            | 60e              |                | 8e           |                 |
| 1993 | 153e            | 14e           | 54e                  | 46e            |                  |                |              | 4e              |
| 1994 | 160e            | 41e           | 28e                  | 14e            |                  |                |              | 8e              |
| 1995 |                 |               | 53e                  | 42e            |                  |                | 19e          |                 |
| 1996 |                 | 88e           | 86e                  |                |                  | 18e            | 15e          | 21e             |
| 1997 |                 |               |                      |                |                  | 23e            |              |                 |

Wielerploegen van Mario De Clercq
De Clercq ·
De Keulenaer ·
Eijk ·
Goense ·
van der Hulst ·
Kokkelkoren ·
Maassen ·
Mulders ·
Nijdam ·
Poels ·
Rayner ·
Robeet ·
Rooks · 
Segers ·
Solleveld ·
Tolhoek ·
Vanderaerden ·
E. Van Hooydonck ·
G. Van Hooydonck ·

Veenstra ·
de Vries ·
Winnen ·
Zuijderwijk ·
Daelman (stagiair) ·
Remijn (stagiair) ·
Saey (stagiair) 
Daelman ·
De Clercq ·
De Keulenaer ·
Dekker ·
Kokkelkoren ·
Maassen ·
Mulders ·
Nijdam ·
Poels ·
Robeet ·
Rooks · 
Segers ·
Solleveld ·
Vanderaerden ·
E. Van Hooydonck ·
G. Van Hooydonck ·
Veenstra ·

de Vries ·
Zuijderwijk ·
Heirewegh (stagiair) 
Baguet · M. De Clercq · P. De Clercq · Desmet · Dubois · Farazijn · Frison · Hennebert · Herinne · Leysen · Magalhães Azevedo · Nevens · Roes · Roosen · Van De Laer · Van Den Abeele · Van Petegem · Van Slycke · Vanhaecke · Wauters · Mattan (stagiair) · Van de Wouwer (stagiair) · Vandenbroucke (stagiair)
Baguet · M. De Clercq · P. De Clercq · Desmet · Farazijn · Frison · Hennebert · Herinne · Magalhães Azevedo · Mattan · Omloop · Ribeiro · Roosen · Tchmil · Van De Laer · Van de Wouwer · Van Den Abeele · Vandenbroucke · Vanhaecke · Verdonck · Cornette (stagiair) · Demarbaix (stagiair) · Vandaele (stagiair)
Baguet · Corvers · M. De Clercq · P. De Clercq · Farazijn · Francois · Frison · Mattan · Moreels · Nelissen · Sergeant · Sunderland · Tchmil · Van de Wouwer · Van Hyfte · Vandenbroucke (tot 31/03) · Verdonck · Detilloux (stagiair) · d'Haemers (stagiair) · Verdeyen (stagiair)
Ardeel · Cappelle · M.De Clercq · H.De Clercq · De Geyter · De Meester · Hendryckx · Koerts · Moreels · Pauwels · Spaenhoven · Van Camp · van der Meer · Vandaele · E.Vanderaerden · G.Vanderaerden · Everaert (stagiair) · Jonckheere (stagiair) · Verheyden (stagiair)
Bäckstedt · Daelman · M.De Clercq · H.De Clercq · De Geyter · De Meester · Hendryckx · Janssens · Nelissen · Omloop · Pauwels · Rubrecht · Spaenhoven · Van Malderghem · G.Vanderaerden · Verheyden · Axelsson (stagiair) · Hammond (stagiair) · Van Aken (stagiair)
Bomans · Corvers · M.De Clercq · H.De Clercq · De Geyter · Hammond · Høj · Janssens · Nelissen · Pauwels · Spaenhoven · Sunderland · Van Malderghem · G.Vanderaerden · Vermeersch · Aitken (stagiair) · Berden (stagiair) · Rivera (stagiair)
Aitken · Berden · Bruylandts · M.De Clercq · H.De Clercq · Eeckhout · Hammond · Janssens · Pauwels · Smirnov · Strole · Sunderland · Van De Walle · Van Malderghem · G.Vanderaerden · Vermeersch · De Peuter (stagiair) · Vilcinskas (stagiair) 
Bruylandts · David · M.De Clercq · H.De Clercq · De Peuter · Eeckhout · Feys · Janssens · Lernout · Pauwels · Smirnov · Strole · Sunderland · Van De Walle · Van Dyck · G.Vanderaerden · Vermeersch · Vilcinskas · Huybrechts (stagiair) · McCauley (stagiair) 
Bruylandts · Cassani · Cretskens · De Clercq · De Wolf · Hoste · Kasjetsjkin · Kleynen · Knaven · Konečný · Magnusson · McEwen · Merckx · Milesi · Moerenhout · Museeuw · Orvalho · Peeters · Rodriguez · Tankink · Vainšteins  · van Heeswijk · Vanthourenhout · Vereecke · Virenque · Wadecki · Moeravjov (stagiair) · Steegmans (stagiair)
Baeyens · Becker · Bracke · Commeyne · Daelman · E.De Clercq · M.De Clercq · De Groote · De Meester · De Smet · Hammond · Leukemans · Leysen · Omloop · Pauwels · Penne · Roesems · S.Scheirlinckx · Thijs · Trouvé · Van Dyck · Vanderaerden · Vannoppen · Vansevenant · Vermaut · Wuyts · Roland (stagiair) · Vanhoudt (stagiair) 
Commeyne · Daelman · M.De Clercq · De Groote · De Smet · De Waele · De Wolf · Hammond · Koehler · Lembo · Leukemans · Omloop · Pauwels · Penne · Roesems · Roodhooft · Thijs · Trouvé · Van Dyck · Vanderaerden · Vanhaecke · Vannoppen · Wuyts · Barras (stagiair) · De Schrooder (stagiair) · Hovelijnck (stagiair) 
Castresana · Coenen · Commeyne · Day · De Clercq · De Smet · Gabriel · Hammond · Hunt · Koehler · Lembo · Leukemans · Omloop · Planckaert · Renders · Roodhooft · Thijs · Trouvé · Van de Wouwer · Vandenbroucke · Vanderaerden · Vanhaecke · Vannoppen · Wuyts · Duyck (stagiair) · Habeaux (stagiair) · Steenbergen (stagiair)